# Manjlegaon
Manjlegaon (o Manjalegaon, Majalgaon) è una città dell'India di 43.969 abitanti, situata nel distretto di Beed, nello stato federato del Maharashtra. In base al numero di abitanti la città rientra nella classe III (da 20.000 a 49.999 persone).

## Geografia fisica
La città è situata a 19° 8' 60 N e 76° 13' 60 E e ha un'altitudine di 412 m s.l.m..

## Società

### Evoluzione demografica
Al censimento del 2001 la popolazione di Manjlegaon assommava a 43.969 persone, delle quali 22.602 maschi e 21.367 femmine. I bambini di età inferiore o uguale ai sei anni assommavano a 6.674, dei quali 3.588 maschi e 3.086 femmine. Infine, coloro che erano in grado di saper almeno leggere e scrivere erano 28.185, dei quali 16.248 maschi e 11.937 femmine.